# Czas snu
Czas snu (także alczeringa, alcziranga lub altjeringa; (ang. Dreamtime, w językach aborygeńskich malchera, alcheringa, mura-mura, Tjukurrpa i inne) – mitologia australijskich Aborygenów.
Większość plemion aborygeńskich uważa, że wszystkie żywe stworzenia na Ziemi są ze sobą powiązane i tworzą jeden wielki system, który wywodzi się bezpośrednio od ich duchowych przodków z „czasu snu”. Według Aborygenów każde wydarzenie pozostawia za sobą jakiś fizyczny ślad, a cały świat fizyczny jest rezultatem działania metafizycznych stworzeń, które dzięki swojemu istnieniu wykreowały go. Aborygeni wierzą, że zamieszkują Australię od początku wszechświata. Dla nich cały wszechświat przesiąknięty jest życiem. Marzenie (Dreaming) używane jest dla określenia stanu człowieka, szczególnie korzystnego dla odbioru objawień, wyjaśnień, poleceń i instrukcji, przekazywanych przez przodków. Dlatego też mity, pieśni oraz obrzędy odbierane są właśnie w stanie marzenia sennego.
Pojęcie „marzenie” nabrało jednak znaczeń zmieniających je w termin duchowy i metafizyczny. Staje się ono bodźcem do działań i instrukcją moralną, która może dotrzeć w chwilach, gdy świadomy umysł znajduje się w stanie głębokiego spokoju. Ludność ta stworzyła dość skomplikowaną mitologię, która przeplatała się z ich życiem codziennym i miała odzwierciedlenie w ich funkcjonowaniu w świecie. Czas Snu oznaczał balansowanie pomiędzy dwoma światami metafizycznym i fizycznym przez co sprawiało, że ich codzienne życie było jak sen. Aborygeni nie znali pojęcia przeszłości i przyszłości, doświadczali jedynie teraźniejszości. Ich światopogląd różnił się od zachodniego myślenia, przede wszystkim właśnie pojęciem czasu mitycznego, bez którego nie sposób zrozumieć ich funkcjonowania oraz mentalności.

## Czas mityczny

### Opis
Czas mityczny to „pierwotne, pierwsze zdarzenie”, „praczas”, który przeciwstawiany jest w świadomości kulturowej czasowi świeckiemu czy czasowi czynności codziennych. Całość mitów rozgrywa się właśnie w tym czasie tworzenia.
Współczesny stan świata-ukształtowanie powierzchni ziemi, ciała niebieskie, gatunki zwierząt, ugrupowania społeczne czy życie religijne- wszystkie obiekty kultury i natury są skutkiem wydarzeń z dawno minionych czasów, oraz dokonań mitycznych bohaterów, przodków czy bogów. Jest to pierwotny czas tworzenia, kiedy wszystko powstaje i zaczyna działać.
„Czas snu” opisuje okres przed stworzeniem Ziemi, kiedy nie istniał jeszcze fizyczny, materialny świat. „Czas snu” według wierzeń nadal istnieje i można się do niego dostać lub też porozumieć się z żyjącymi tam duchami dzięki odpowiednim rytuałom magicznym.

### Czas mityczny a czas snu
Cały światopogląd Aborygenów australijskich określany jest przez koncepcję Czasu Snu (Dreamtime). Australijczycy rozumieją przez to pojęcie, czas w którym mity rozgrywały się w rzeczywistości na początku dziejów. Tłumaczy się to jako „czas tworzenia”, „czasy przodków”, „Sen” czy „odwieczny czas snów”. Jeśli chodzi o ten ostatni- czas snu, dla Aborygenów jest to czas obecny w każdym człowieku i nie można go rozumieć tylko jako „czas” czy „historia stwarzania.” Sen jest również rodzajem opowieści o czasach i rzeczach które kiedyś miały miejsce. Australijczyk może również nazwać Snem lub Marzeniem swój totem czy miejsce, z którego przybył duch dziecka lub odszedł duch zmarłego. Marzenia czy totemy są wieczne, choć można dla nich ustalić granicę. Granicą tą jest okres Marzeń, czyli początek świata. Na obszarze Australii istniało wiele totemicznych miejsc związanych z epoką Snu, w tym kilka szczególnie ważnych. Zależnie od okazji czy pory roku odprawiano tych miejscach ceremonie. Sen może również być wyjaśnieniem i znaczeniem dla obrzędu czy obyczaju. Do czasu snu każdy dostaje się w marzeniach sennych czy w czasie odprawiania rytuałów. Sen staje się więc przedmiotem wiary, Australijskim odpowiednikiem naszego słowa „świętość” czy „religia”.
Zdarzenia ukazane w mitach stworzenia, a także w innych mitach opowiadających o istotach pół ludzkich, na pół zwierzęcych według poglądu Australijczyków rozegrały się w epoce nazywanej „Epoka Snu”. Same istoty określa się często jako „sny”. Australijczycy wyobrażają sobie epokę snu jako czas bardzo odległy, ale w rzeczywistości niektóre mity powstały niedawno, w niektórych wypadkach dopiero przed niewielu dziesięcioleciami. Mit kosmogeniczny jest kluczem rozumienia innych mitów, pewnego typu pierwowzorem.

## Totemizm

### Znaczenie
Marzenie Senne w kulturze Aborygenów, jest składnikiem całości człowieka. Każdy człowiek posiada swoje własne marzenie od chwili narodzin, jest to jego totemiczne zaplecze, na równi z postacią przodka, miejscem, w którym następuje zapłodnienie i czuringą, jako symbol Czasu Snu. Z tym wyobrażeniem wiąże się bezpośrednio totemizm, Według Etnografów natomiast totemem określa się zwyczaj, przedmiot a niekiedy również zjawisko natury.

#### Totemiczni przodkowie
Totemiczni przodkowie, których bohaterskie czyny dokonane w epoce snu uwiecznione zostały w mitach czy w pieśniach- mogły odwrócić niebezpieczeństwo głodu czy suszy. Oni to stworzyli ląd, bogactwo zwierząt i rośliny, i oni tylko mieli moc zachowania wszystkiego. Mieszkańcy naśladowali więc bohaterskie czyny herosów z epoki Snu w rytuale, mimice, tańcu i pieśni. Elkin podaje, że chcąc dowiedzieć się jaki jest kultowy totem Australijczyka, najprościej jest spytać się go jaki jest jego Sen lub Wielka Ceremonia. Jedynie właściciel ma prawo do tworzenia swojego snu i opowiadania o nim..

#### Malowidła
Kiedy odkryto po raz pierwszy malowidła naskalne, nie doceniono ich walorów estetycznych i nawet nie pomyślano, że mogą one nieść ze sobą treść czy wręcz mogą stanowić przedstawienie metafizycznych aspektów kultury tradycyjnej. Malowidła mają najczęściej charakter sakralny i mówią o tym, co dla Aborygenów najważniejsze, czyli o Czasie Snu. Każde malowidło ma zakodowane znaczenie odnoszące się do czasu mitycznego, a każdorazowe powtórzenie świętego wzoru przywołuje wydarzenia, które dotyczyły danego przodka. Całe malowidło jest formą fizycznej obecności przodka.
Gdy leciwi Aborygeni malują swój Sen, powstaje osobliwa mapa ich regionu, na której zaznacza się drogę i bohaterskie czyny ich przodków totemicznych z okresu stworzenia.. Mapa ta jest także swoistym modelem współczesnego życia.

## Zakończenie
Australijczyk, w odróżnieniu od człowieka cywilizacji zachodniej widzi świat jako rzeczywistość zdeterminowaną Czasem Snu, rzeczywistość jawi się jako jednowariantowa. Aborygeni nie mają poczucia tragiczności, choć w ich świecie istnieje nieszczęście zmartwienie i zło znajdujące wyraz w odpowiednich rytuałach. Takie zdarzenia mają swoje miejsce w systemie światopoglądowym. Dla Australijczyka miarą wszechrzeczy nie jest człowiek, lecz ciągłość.
Odrzucenie zmiany, wszystkiego co nowe, jawi się jako zaburzenia kosmicznego porządku; stałe schematy i regularność uznane za najlepszy sposób zachowania, wykreowały społeczeństwo, którego całe życie oparte jest na Czasie Snu. Mityczne ideały, rzeczywistość i codzienność, mieszały się u nich w jedno. Byli zobowiązani walczyć z historią i pozostawać ahistorycznymi w światopoglądzie, życiu i nastroju. Ich obrzędy, zwyczaje oraz sztuka zostały doprowadzone prawie do perfekcji. Autorytety ich wodzów pochodziły z posiadania nadzwyczajnych umiejętności, posiadania, i inicjatywy mocy. Niemożliwe jest społeczeństwo pozbawione konfliktów, lecz równowadze i spokojowi służyć miało rozpowszechnianie idei Czasu Snu, w którym wszelkie wzorce postępowania, w tym konfliktu i wojny, zostały ustalone raz na zawsze.

## Literatura dodatkowa
- Nahirny Rafał, Wobec tajemnicy. Czas Snu w kinie postkolonialnej Australii, w: Sny w kulturze: szkice dedykowane Profesorowi Stefanowi Bednarkowi, red. Izolda Topp, Piotr Jakub Fereński, Rafał Nahirny, Warszawa: Wydawnictwo "Korporacja Polonia", 2014. s. 106-114.